# Teodor Laskarys
Teodor Laskarys, Lascaris, hrabia (zm. 1785) – generał major wojsk litewskich w służbie polskiej.
Pochodził z rodziny weneckiej, z greckimi korzeniami. Był synem Alberta Jerzego i Wiktorii San Martini, bratankiem biskupa Jerzego. 
W 1738 przybył ze swoim stryjem do Polski. Zaciągnął się do wojsk litewskich, otrzymał stopień podpułkownika 2 Regimentu Pieszego (4 stycznia 1763), następnie przeszedł do 6 Regimentu Pieszego, gdzie służył w stopniu pułkownika (12 czerwca 1777). Otrzymał dymisję z wojska w stopniu generała majora (26 marca 1781). 
W 1764 roku uzyskał polski indygenat.
Poślubił Annę z Zabiełłów, córkę Antoniego i Zofii z Niemirowiczów-Szczyttów (córka kasztelana mścisławskiego Józefa). Miał córkę Zofię i synów: Wojciecha (znany również jako Albert, major adiutant z 1812 roku, jego żoną była Franciszka, córka malarza Antoniego Albertrandiego), Jerzego Antoniego (oficera Legii Nadwiślańskiej, ur. ok. 1777, zginął 1808 pod Sarogossą) i Teodora (ojca poety Jerzego).